# Roodstuittapuit
De roodstuittapuit (Oenanthe moesta) is een zangvogel uit de familie Muscicapidae (Vliegenvangers).

## Kenmerken
De vogel is 14,5 tot 16 cm lang. Deze tapuit lijkt sterk op de westelijke roodstaarttapuit, maar is iets groter. Het vrouwtje is onmiskenbaar, want ze is de enige tapuit zonder duidelijke oog- of wenkbrauwstreep en een egaal roodachtige kop. Verder is een verschil dat het rood op de staart wordt afgegrensd met een brede donkere band en geen omgekeerd T zoals bij de roodstaarttapuiten (en vele ander tapuitsoorten). Overigens is de stuit niet rood maar licht okerkleurig en wordt pas naar de staart toe roestrood.

## Verspreiding en leefgebied
Deze soort komt voor in noordelijk Afrika en het Arabisch Schiereiland en telt 2 ondersoorten:
- O. m. moesta: noordelijk Afrika.
- O. m. brooksbanki: van noordoostelijk Egypte en noordwestelijk Saoedi-Arabië tot zuidelijk Syrië en westelijk Irak.

Het leefgebied bestaat uit vlak of zacht glooiend terrein in laagland, met een zandige of kleiige ondergrond en spaarzame begroeiing.

## Status
Deze tapuit is plaatselijk algemeen, maar soms ook zeldzaam, zoals in Israël. De grootte van de populatie is niet gekwantificeerd. Men veronderstelt dat de soort in aantal stabiel is. Om deze redenen staat de roodstuittapuit als niet bedreigd op de Rode Lijst van de IUCN.